# Hünenbett von Plestlin
Das 2012 entdeckte, Ost-West-orientierte, trapezoide Hünenbett von Plestlin, Gemeinde Bentzin im Landkreis Vorpommern-Greifswald in Mecklenburg-Vorpommern, weist eine Länge von etwa 25 m auf und ist im Osten etwa sieben, im Westen etwa vier Meter breit. Die Megalithanlage entstand zwischen 3500 und 2800 v. Chr. als Großsteingrab der Trichterbecherkultur (TBK). Sie hat keine Sprockhoff-Nr.
Der Grundriss des Hünenbettes wird durch die erhaltenen, aber oft nach außen verkippten Einfassungssteine markiert. Im Profil steigt die Hügelschüttung von West nach Ost deutlich an. Eine Vertiefung im Ostteil lässt eine (zerstörte) Kammer unbekannten Typs erwarten. Dazu passt ein Granitfindling auf der Oberfläche des Hügels von etwa 1,5 m Länge, der mehrere eingepickte Schälchen aufweist. Schalensteine sind von vielen Megalithanlagen bekannt. Ansonsten scheint die nicht näher untersuchte Anlage weitgehend erhalten zu sein. Allerdings liegen im Ort drei kammerlose Hünenbetten, die die östlichste Verbreitung des Typs in Deutschland anzeigen. Somit könnte die Anlage auch zu dieser Gruppe gehören. 
Trapezförmige Hünenbetten stellen eine Variante der Einfassungen (D-förmig, dreieckig, rechteckig, rund) von zwischen 3500 und 2800 v. Chr. errichteten megalithischen Bauten der TBK dar. Das Trapez ist eine oft beobachtete Grundform insbesondere bei Anlagen in Hinterpommern. Die zur breiten Seite hin ansteigende Kontur der Hügelschüttung lässt sich in den östlichen Verbreitungsgebieten der TBK öfter beobachten. 
In der Umgebung des neu entdeckten Großsteingrabes, im Altplestliner Wald, sind seit langem Megalithanlagen bekannt. Auf einer Distanz von 3,5 km gibt es in den Gemarkungen Alt-Plestlin, Sophienhof und Zemmin neun Anlagen, die entlang des sogenannten Kukucksgrabens, einer eiszeitlichen Schmelzwasserrinne liegen. In einigen Fällen liegen sie in Zweiergruppen beieinander. Ob dieses Verteilungsbild repräsentativ für das einstige Vorkommen ist, ist zu bezweifeln. Denn während die erhaltenen Gräber im Schutz des Waldes lagen, dürfte auf den waldfreien Fluren die weitaus größere Anzahl der Zerstörung zum Opfer gefallen sein.
Der Teufelsstein liegt etwa einen Kilometer nordöstlich von Neu Plestlin. Er befindet sich südlich des Peenetals am Anfang eines Erosionstals.